# Diakoniewerk Essen
Das Diakoniewerk Essen e. V. ist eine Einrichtung der Diakonie der Evangelischen Kirche. Ziel und Zweck ist es, Dienstleistungen für Bedürftige und ihre Betreuungspersonen in der Stadt Essen zu bieten, die Aufklärung, Beratung, Betreuung sowie soziale und praktische Hilfe umfassen. Dafür hält das Diakoniewerk Essen in mehr als 20 stationären Einrichtungen über 1.150 Wohnplätze in der Kinder- und Jugendhilfe, der Behindertenhilfe, der Wohnungslosen- und Gefährdetenhilfe sowie der Altenhilfe vor. Zahlreiche ambulante Dienste bieten zusätzlich vielfältige Beratungsmöglichkeiten und Hilfeleistungen. Dabei reicht das Spektrum von der Stadtteilarbeit mit unterschiedlichen Präventions- und Schulprojekten über die Erziehungsberatungsstelle, ambulante Hilfen zur Erziehung und Fachberatungsangebote für Menschen in unterschiedlichen Notlagen bis hin zur Flüchtlings- und Migrantenberatung. Hinzu kommen Bereiche wie die Fachberatung für Kindertageseinrichtungen sowie die Fachberatung für Kindertagespflege, das Senioren- und Generationenreferat und die Ferienfreizeiten. Für Fragen rund um die vielfältigen Beratungs- und Hilfeangebote von Diakonie und Evangelischer Kirche in Essen steht zudem die Soziale Servicestelle zur Verfügung.

## Die Struktur des Diakoniewerks Essen
Zurzeit sind beim Diakoniewerk Essen e. V. und seinen Tochtergesellschaften rund 1.500 Mitarbeiter beschäftigt. Damit ist das Diakoniewerk Essen einer der größten evangelischen Arbeitgeber in Essen. Dabei ist der Diakoniewerk Essen e. V. alleiniger Gesellschafter folgender Tochtergesellschaften:
- Diakoniewerk Essen Dienstleistungs- und Verwaltungsgesellschaft mbH
- Diakoniewerk Essen gemeinnützige Jugend- und Familienhilfe GmbH
- Diakoniewerk Essen gemeinnützige Gefährdetenhilfe GmbH
- Diakoniewerk Essen gemeinnützige Behindertenhilfe GmbH
- Diakoniewerk Essen gemeinnützige Senioren- und Krankenhilfe GmbH
- Diakoniewerk Essen gemeinnützige Gesellschaft für Kindertagesbetreuung mbH
- Diakoniewerk Essen gemeinnützige Gesellschaft für Arbeit und Beschäftigung AiD mbH

Die Arbeitsbereiche werden von zahlreichen ehrenamtlichen Mitarbeitern und Spendern unterstützt.
Mitglieder im Diakoniewerk Essen e. V. sind evangelische Kirchengemeinden in Essen. Das Diakoniewerk Essen ist Mitglied des Diakonischen Werkes der Evangelischen Kirche im Rheinland.

## Zur Historie des Diakoniewerks Essen
Das Diakoniewerk Essen wurde im Jahr 1952 als Ev. Jugendheimstättenwerk mit der Entstehung der ersten Wohnheime für Jungbergleute, die in den Nachkriegsjahren ins Ruhrgebiet kamen, gegründet. Im Jahr 1965 erfolgte die Umbenennung in Ev. Heimstättenwerk, 1998 der Zusammenschluss der stationären Einrichtungen des Heimstättenwerks und der ambulanten Fachdienste des damaligen Evangelischen Stadtkirchenverbandes Essen mit der gleichzeitigen Umbenennung in Diakoniewerk Essen. Bis heute engagieren sich die Mitarbeitenden im Namen kirchlich-diakonischer Sozialarbeit für Menschen in Not. Auch unter wechselnden Rahmenbedingungen konnte immer wieder Kindern, Jugendlichen und Familien aber auch Arbeits- und Wohnungslosen sowie alten, kranken und behinderten Menschen bedarfsgerecht geholfen werden. Das Diakoniewerk Essen ist mit seinen zahlreichen Wohn- und Pflegeeinrichtungen sowie Beratungs- und Beschäftigungsangeboten ein wichtiger Ansprechpartner für Essener Bürger, die Unterstützung benötigen.